# 鶏足寺 (姫路市)
鶏足寺（けいそくじ）は、播磨国にかつて存在した寺院。

## 歴史

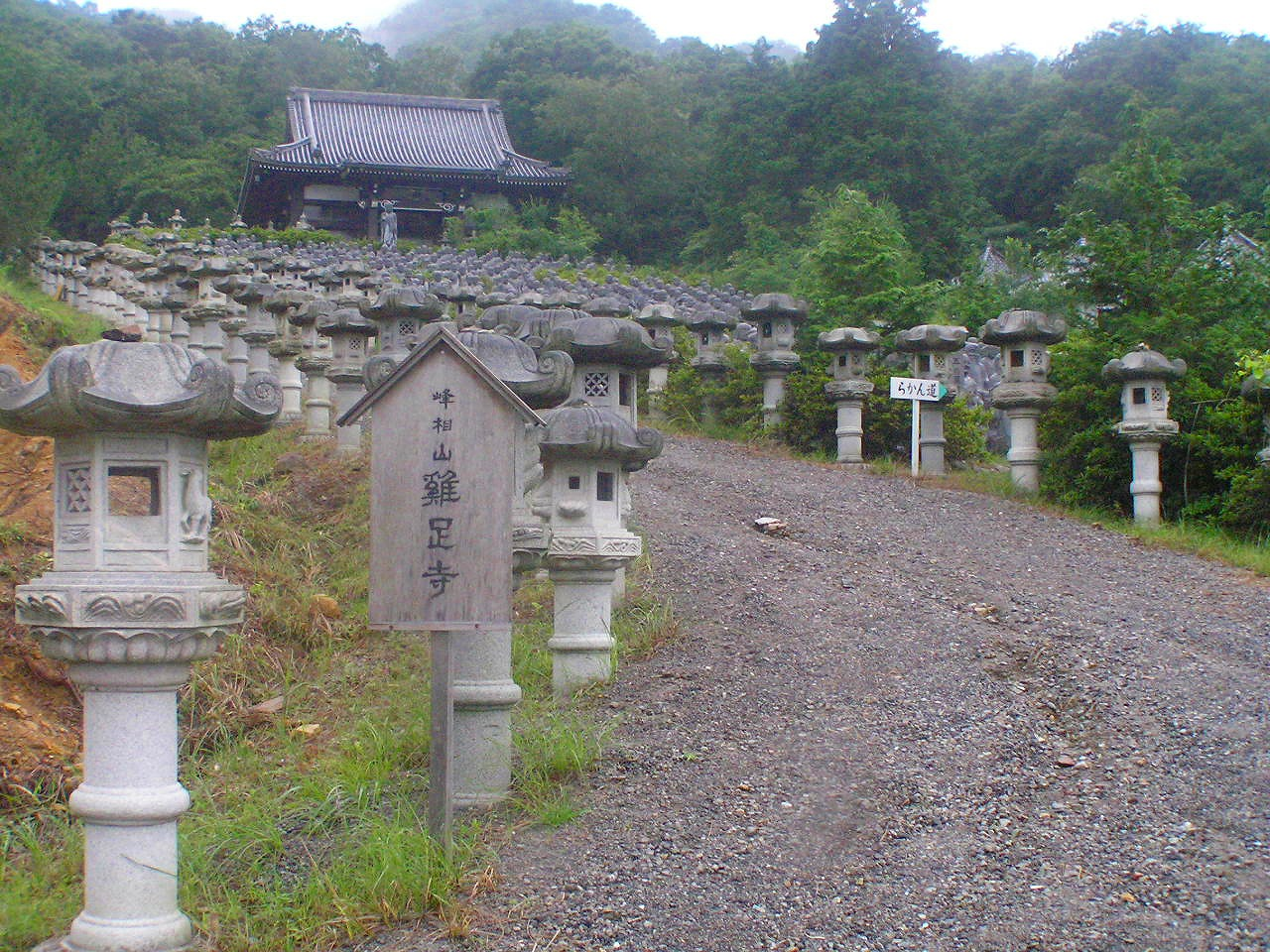
太陽公園に再建された鶏足寺

兵庫県姫路市西北部の峰相山にかつて存在した寺院である。この寺院については、貞和4年（1348年）頃に成立した『峯相記』という書物に記載された寺伝以外に根拠となる史料がない。『峯相記』は筆者は不明であるが、貞和4年（1348年）頃、鶏足寺に参詣した一人の旅の僧が、寺の老僧から聞いた話を書き記したという設定になっており、播磨地方の寺社の縁起などが記されていて、当地方の歴史を知る上で貴重な資料である。
同書によれば、神功皇后が三韓征伐の際に連れてきた新羅の王子が草庵を建立したのが当寺の始まりで、その王子は3世紀ほど後の敏達天皇10年（581年）に没したという。伝承によれば、「皇后が新羅の王子を連れ帰ることにした。王子は皇后に渡海を無事に終えて日域（日本のこと）に着けば、伽藍を建てたいと願い出たが、仏法の是非のわからない皇后は明答しなかった。皇后は帰国後、西域の不安に備えて副将軍の男貴尊を播磨にとどめおき、王子を預けた。その後、王子は、峯相山に草庵をつくって、千手陀羅尼を唱えた」とある。
鶏足寺には空也や書写山圓教寺の開山・性空も来山したと伝わる。『峯相記』が書かれた1348年頃には寺勢はすでに往古にくらべて衰退していたという。
天正6年（1578年）、中国攻めの羽柴秀吉に抵抗したため、全山焼き討ちにあい滅亡し、廃寺となった。
平成になって、峰相山山麓にあるテーマパーク太陽公園の施設の一部として再建された。

## 交通
- 山陽自動車道山陽姫路西ICから約2キロメートル